# Eucomis pallidiflora
Eucomis pallidiflora är en sparrisväxtart som beskrevs av John Gilbert Baker. Eucomis pallidiflora ingår i släktet tofsliljor, och familjen sparrisväxter.

## Underarter
Arten delas in i följande underarter:
- E. p. pallidiflora
- E. p. pole-evansii

## Bildgalleri

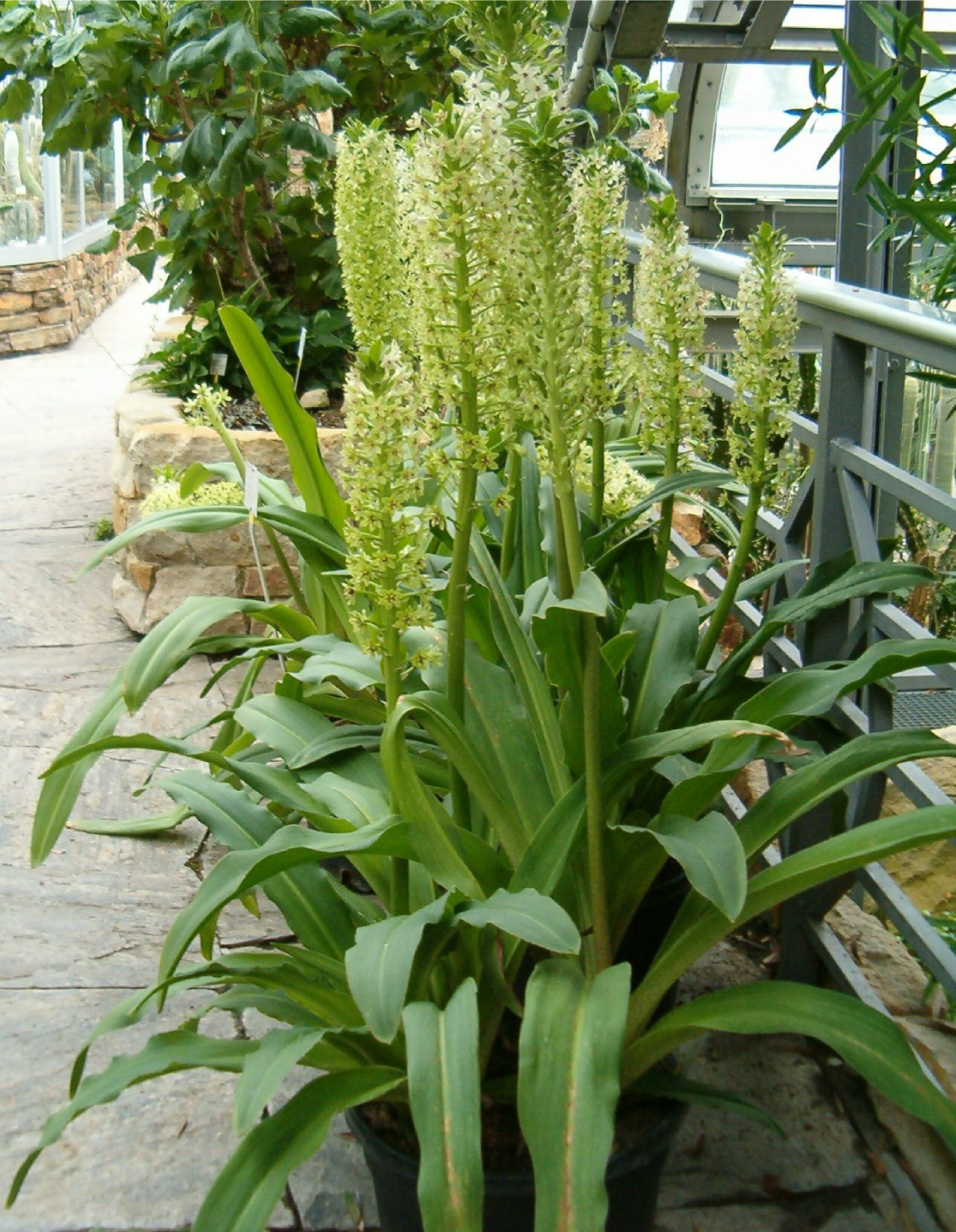
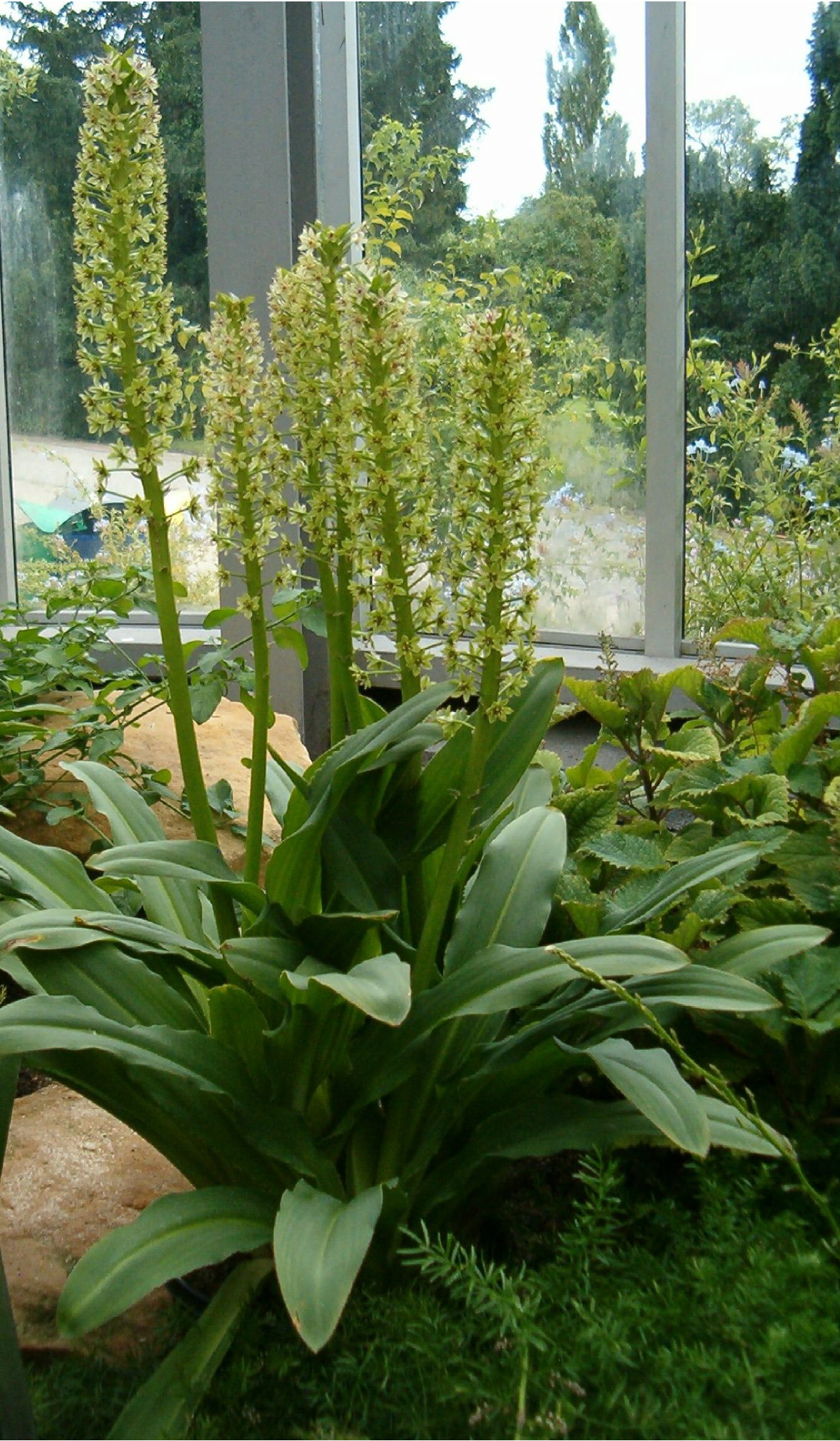
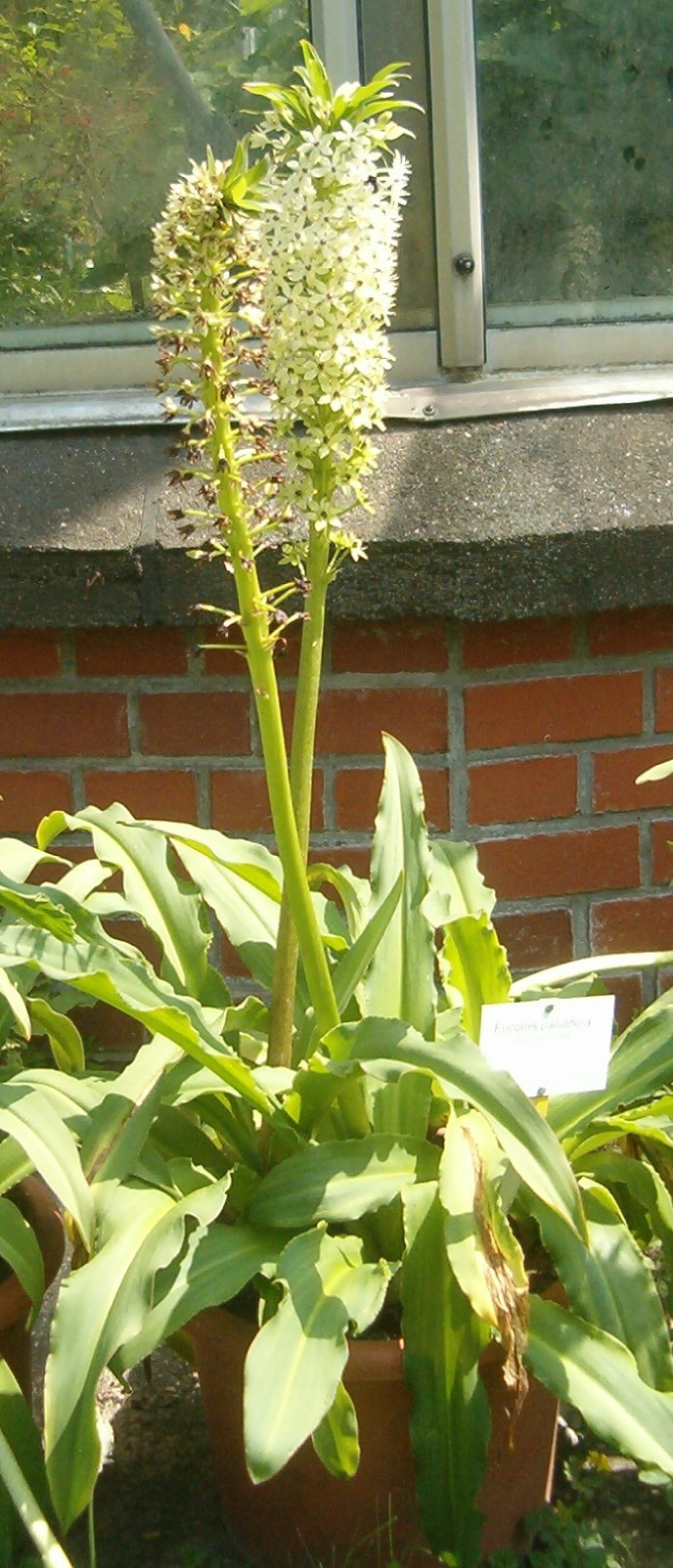
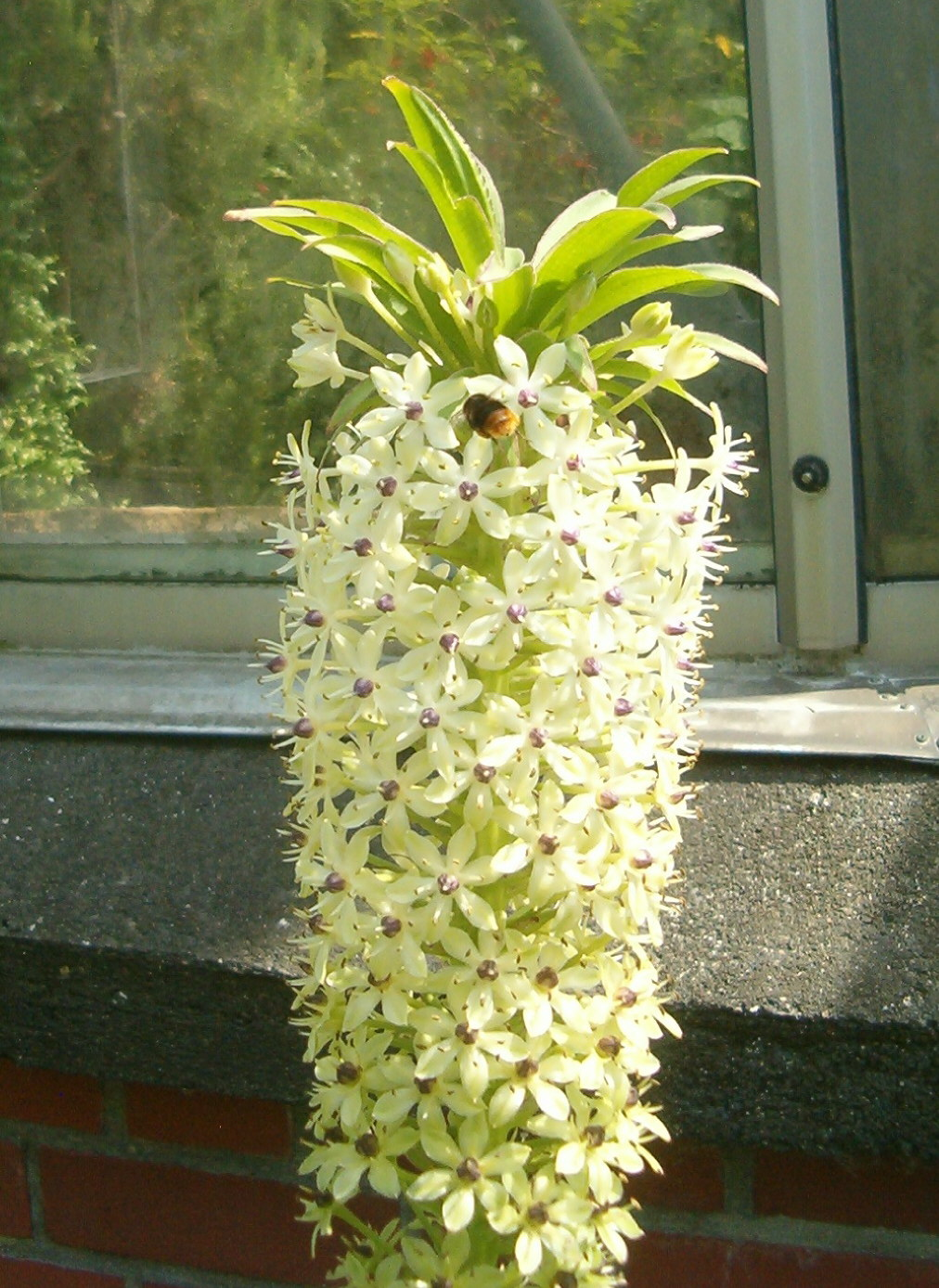
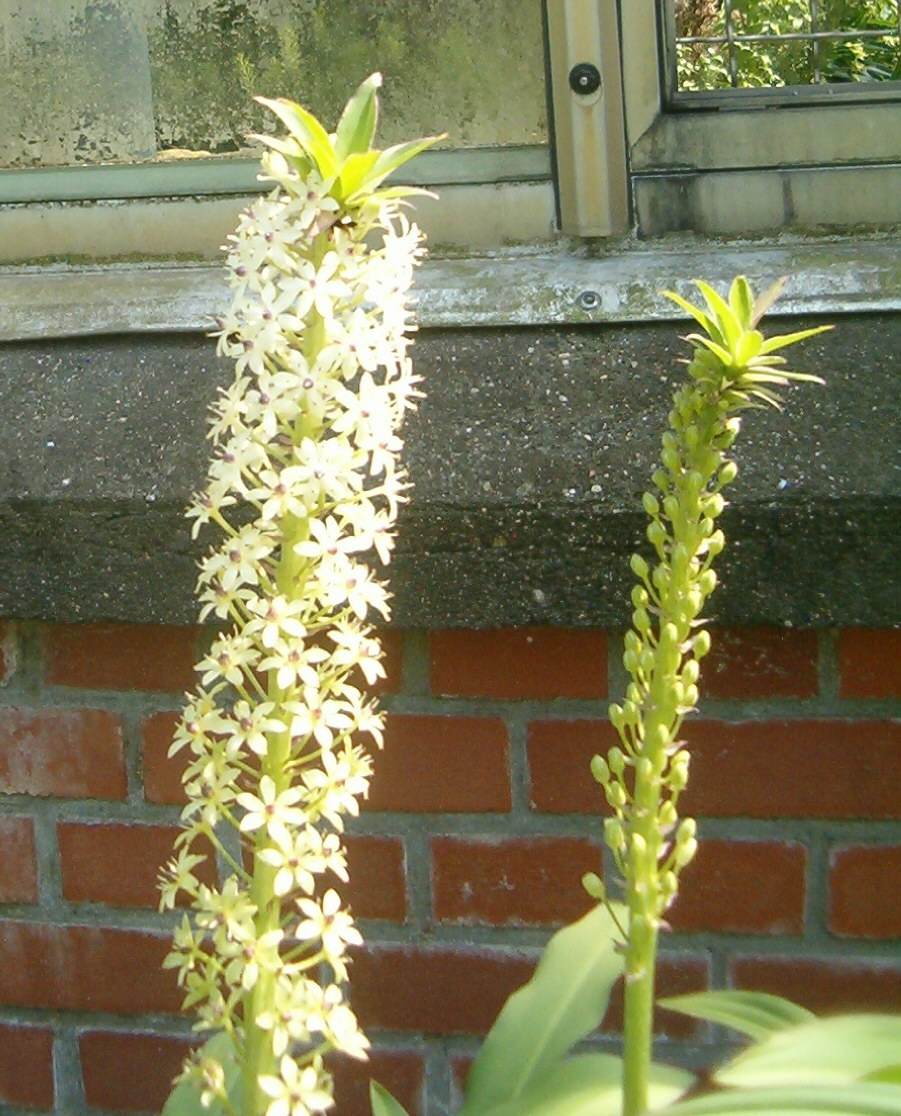